# لمف داخلي
الليمف الداخلي ويسمى أيضا سائل سكاربا (نسبة إلى أنطونيو سكاربا) هو السائل الموجود في التيه الغشائي داخل الأذن الداخلية، ويُمثل البوتاسيوم الأيون الرئيسي فيه هذا السائل بتركيز 154 مم، ويكون تركيز الصوديوم 0.91 مم،

## التركيب
تتكون الأذن الداخلية من جزأين: التيه العظمي وبداخله التيه الغشائي، ويقع الليمف الداخلي داخل التيه الغشائي (ومن هنا جائت التسمية)، فيما يحتل الليمف المحيطي المنطقة الواقعة بين السطح الخارجي (محيط) للتيه الغشائي والسطح الداخلي للتيه العظمي.

### التكوين
يتكون كل من الليمف الداخلي والمحيطي من مكونات أيونية فريدة تناسب وظائفهما في تنظيم النبضات الكهروكيميائية للخلايا المشعرة، ويكون الجهد الكهربي لليمف الداخلي ~ 80-90 ميلي فولت بقيمة أعلى إيجابية من الليمف المحيطي وذلك بسبب ارتفاع تركيز البوتاسيوم مقارنة بالصوديوم.
يُمثل البوتاسيوم المكون الرئيسي لهذا السائل الفريد، ويُفرز من السرة الوعائية، ويعني ارتفاع تركيز البوتاسيوم فيه أن البوتاسيوم (وليس الصوديوم) هو التيار الكهربائي المحومول لإزالة الاستقطاب في الخلايا المشعرة، وهو ما يُعرف باسم تيار النقل الكهروميكانيكي.
يحتوي الليمف الداخلي على جهد عالي الإيجابية (80-120 م.ف) مقارنة بالسوائل القريبة الأخرى مثل الليمف المحيطي، وذلك بسبب ارتفاع تركيز الأيونات الموجبة الشحنة، ويسمح هذا الاختلاف في الجهد الكهربائي بتدفق أيونات البوتاسيوم إلى الخلايا المشعرة أثناء التحفيز الميكانيكي للحزمة المشعرة، نظرًا لأن الخلايا المشعرة لها جهد سلبي (يبلغ حوالي -50 م.ف)، ويكون الفرق المحتمل بين الليمف الداخلي والخلية المشعرة حوالي 150 م.ف، وهو أكبر فرق جهد كهربائي موجود في الجسم.[بحاجة لمصدر]

## الوظيفة
- السمع: تحفز موجات الليمف الداخلي في باطن القناة القوقعة خلايا المستقبلات، والتي بدورها تترجم حركتها إلى إشارات عصبية يترجمها الدماغ إلى صوت.
- التوازن: يحفز التسارع الزاوي لليمف الداخلي الموجود في القنوات الهلالية مستقبلات الليمف الداخلي الدهليزية، والتي تعمل على تنسيق التوازن.

## الأهمية السريرية
تتسبب بعض الحركات (مثل الدوران) باضطرب في الليمف الداخلي مما يؤدي إلى دوار الحركة، كما أن زيادة حجم الليمف الداخلي إلى حد كبير تؤدي إلى الإصابة بمرض منيير.

## صور إضافية

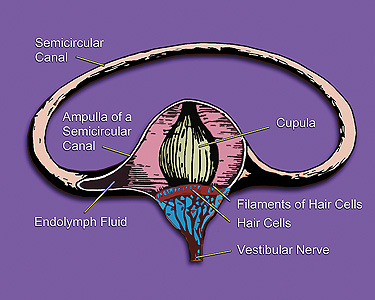
رسم توضيحي للأذن الداخلية يعرض القناة الهلالية والخلايا المشعرة والعصب الدهليزي والسوائل

## روابط خارجية
- https://web.archive.org/web/20051030092447/http://oto.wustl.edu/cochlea/res1.htmLongitudinal Flow of Endolymph at wustl.edu